# Wybory parlamentarne w Islandii w 1978 roku
Wybory parlamentarne w Islandii odbyły się 25 czerwca 1978.
Do Alþingi dostały się cztery partie. Wybory były sukcesem opozycji. Premierem koalicyjnego rządu trzech partii (wszystkich poza konserwatystami) został Ólafur Jóhannesson z Partii Postępu.

## Wyniki wyborów
| Partia                                        | Liczba głosów | %    | +/–%  | Liczba mandatów | +/– |
| --------------------------------------------- | ------------- | ---- | ----- | --------------- | --- |
| Partia Niepodległości (Sjálfstæðisflokkurinn) | 39 982        | 32,7 | -10,0 | 20              | -5  |
| Związek Ludowy (Alþýðubandalagið)             | 27 952        | 22,9 | +4,6  | 14              | +3  |
| Partia Socjaldemokratyczna (Alþýðuflokkurinn) | 26 912        | 22,0 | +12,9 | 14              | +9  |
| Partia Postępu (Framsóknarflokkurinn)         | 20 656        | 16,9 | -8,0  | 12              | -5  |
| inne                                          | 6 705         | 5,5  | —     | —               | —   |
| Razem (frekwencja - 90,3%)                    | 124 377       | 100  |       | 60              |     |